# Chang Zhou (ö)
Chang Zhou är en ö i Kina. Den ligger i stadsdistriktet Huangpu i staden Guangzhou, provinsen Guangdong, i den södra delen av landet, omkring 17 kilometer öster om provinshuvudstaden Guangzhou.
Genomsnittlig årsnederbörd är 2 375 millimeter. Den regnigaste månaden är maj, med i genomsnitt 451 mm nederbörd, och den torraste är januari, med 32 mm nederbörd.